# 三河大石站
三河大石站（日语：／ Mikawa-ōishi eki */?）是位於愛知縣南設樂郡鳳來町（現時：新城市）副川，豐橋鐵道田口線的鐵路車站（廢站）。

## 歷史
- 1929年（昭和4年）5月22日：田口鐵道鳳來寺口（後來名為本長篠站）至三河海老之間開業，此站啟用[1]。
- 1956年（昭和31年）10月1日：合併至豐橋鐵道，成為豐橋鐵道田口線的車站。
- 1968年（昭和43年）9月1日：田口線全線廢除，此站也被廢除[1]。

## 車站構造
此站是地面車站，設有1面1線的單式月台，不可進行列車交會。此站沒有站舍，只有候車室。

## 現狀
車站遺址變成了豐鐵巴士田口新城線「鳳來大石」巴士站。在建設愛知縣道32號長篠東榮線時（建設當時的道路名為愛知縣道32號鳳來東榮線），路軌和月台遺址變成了道路範圍，因此在鐵路時代的候車室便變成現時巴士站的候車室。現時候車室已經翻新，但是仍然保留了鐵路時代的面貌。

## 相鄰車站
豐橋鐵道
田口線
玖老勢－三河大石－三河海老

## 注腳

## 相關項目
- 日本鐵路車站列表 Mi